# Tennessees flag
Tennessees flag består af tre hvide stjerner i en hvidkantet blå skive på en rød baggrund med en hvidkantet blå stribe i flagets frie ende. Flaget blev indført 17. april 1905. Det er i størrelsesforholdet 3:5. 
Tennessees flag benytter farverne fra USA's flag og flaget til Amerikas Konfødererede Stater. Flagets tre felter henviser til delstatens tredelte topografi. Flaget blev tegnet af oberst LeRoy Reeves fra det tredje regiment af Tennessees infanteri. 

## Tidligere flag
Tennessees første delstatsflag blev indført 1. maj 1897. Det var delt ind i vertikalt skrådelte felter i rødt, blåt og hvidt. I det midterste, blå felt var der påført "THE VOLUNTEER STATE" i gule bogstaver. Dette henviser til at delstaten er kendt for at stille frivillige og soldater til tjeneste for nationen. I det hvide felt stod tallet "16", en henvisning til Tennessees nummer i unionen.